# Li Song-suk
Li Song-suk, Koreaans: 리성숙, (Noord-Korea) is een voormalig Noord-Koreaans professioneel tafeltennisster. Li is haar achternaam. Haar naam wordt ook wel geschreven als Ri Song-suk.
Zij won zes medailles op de wereldkampioenschappen tafeltennis tussen 1977 en 1983.

## Belangrijkste resultaten
- WK
  -  Zilver met het team in 1979 in Pyongyang.
  -  Zilver in het vrouwen enkelspel in 1979 in Pyongyang.
  -  Brons met het team in 1977 in Birmingham.
  -  Brons met het team in 1981 in Novi Sad.
  -  Brons met het team in 1983 in Tokio.
  -  Brons in het vrouwen dubbelspel in 1979 in Pyongyang met Ro Jong-suk.